# Marc Marie de Bombelles
Marc Marie de Bombelles, född den 6 oktober 1744 i Bitche, död den 22 februari 1822 i Paris, var en fransk markis, diplomat och prelat. 
Han var son till Henri François de Bombelles.
de Bombelles användes i flera diplomatiska uppdrag av Ludvig XVI, i bland annat Haag, Neapel, Regensburg, Lissabon och Venedig. 
de Bombelles, som var motståndare till den franska revolutionen, skrev 1799 La France avant et depuis la révolution. Han författade en dagbok som är en viktig samtidskälla, men bara delar av den har utgivits.
Han blev änkling 1800 och därefter präst. År 1819 blev han biskop av Amiens.
Han var gift med brevskrivaren Marie-Angélique de Bombelles. Av hans söner märks Ludwig Philipp de Bombelles och Carl Renatus de Bombelles som båda gick i österrikisk tjänst.